# Anna a Danemarcei (1532–1585)
Anne a Danemarcei (22 noiembrie 1532 - 1 octombrie 1585) a fost prințesă daneză din Casa de Oldenburg. Prin căsătoria cu Augustus de Saxonia ea a devenit Electoare de Saxonia. A fost cunoscută pentru cunoștințele ei despre plante și remediile din ierburi și a contribuit la dezvoltarea agriculturii și horticulturii în Saxonia. A avut o influență majoră în introducerea luteranismului ortodox și a jucat un rol în decizia de a-i persecuta pe calviniști.

## Biografie
Anna a fost fiica cea mare a regelui Christian al III-lea al Danemarcei și al Norvegiei și a soției acestuia, Dorothea de Saxa-Lauenburg. Mama ei a învățat-o principiile de bază de a aduna plante medicinale și de a prepara remedii din plante. După introducerea protestantismului în Danemarca în 1537, ea a fost crescut ca un luteran ortodox strict.
În martie 1548 a fost logodită cu Augustus de Saxonia, fratele mai mic și posibilul moștenitor al Electorului Maurice de Saxonia. Această căsătorie a sprijinit ambiția daneză de a avea legături mai strânse cu Germania. Electorul, pe partea lui, și-a dorit să realizeze relații mai bune cu fractiunilor luterane. Nunta a avut loc la Torgau în octombrie 1548. A fost prima festivitate majoră din timpul domniei Electorului Maurice și prima ocazie pentru linia albertiniană din Casa de Wettin să se prezinte ca Electori de Saxonia, un titlu obținut în 1547.
Inițial, Anna și Augustus au locuit la Weißenfels. Când Augustus a devenit Elector în 1553 în urma decesului fratelui său Maurice, ei au locuit în special la Dresda. Cuplul a avut 15 copii dintre care doar patru au atins vârsta adultă. Mariajul lor a fost considerat armonios.
Anna a Danemarcei a fost o mare scriitoare de scrisori și se păstrează o bună arhivă a corespondenței sale. Scrisorile ei oferă o perspectivă detaliată din viața ei de zi cu zi și implicarea ei în afacerile politice și religioase ale timpului ei. În Saxonia, și în toată Europa, ea a fost considerată a fi o persoană de influență considerabilă. A fost un avocat activ al luternismului și a jucat un rol în suprimarea cripto-calvinismului din Saxonia între 1574 și 1577. Nu este clar în ce măsură a fost implicată în persecuția dură a calviniștilor care a inclus tortura și periodes lungi de încarcerare.
A avut relații bune cu celelalte case regale și princiare și frecvent i se cerea să acționeze ca intermediar în conflicte precum și în negocierile de căsătorie.
A murit la 1 octombrie 1585 după o lungă boală. A rămas una dintre cele mai cunoscute Electoare de Saxonia, în parte din cauza biografiilor scrise despre ea în secolul al XIX-lea care subliniază rolul ei tradițional ca fiind "mamă a națiunii."

## Copii
1. Johann Henric (n. 5 mai 1550, Weissenfels – d. 12 noiembrie 1550, Weissenfels).
2. Eleonore (n. 2 mai 1551, Wolkenstein – d. 24 aprilie 1553, Wolkenstein).
3. Elisabeta (n. 18 octombrie 1552, Wolkenstein – d. inchisă la Heidelberg, 2 aprilie 1590), căsătorită la 4 iunie 1570 cu contele palatin Johann Casimir de Simmern; s-au separat în 1589.
4. Alexandru (n. 21 februarie 1554, Dresda – d. 8 octombrie 1565, Dresda), Elector Ereditar de Saxonia.
5. Magnus (n. 24 septembrie 1555, Dresda – d. 6 noiembrie 1558, Dresda).
6. Joachim (n. 3 mai 1557, Dresda – d. 21 noiembrie 1557, Dresda).
7. Hector (n. 7 octombrie 1558, Dresda – d. 4 aprilie 1560, Dresda).
8. Christian I (n. 29 octombrie 1560, Dresda – d. 25 septembrie 1591, Dresda), succesor al tatălui său la conducerea electoratului.
9. Marie (n. 8 martie 1562, Torgau – d. 6 ianuarie 1566, Torgau).
10. Dorothea (n. 4 octombrie 1563, Dresda  – d. 13 februarie 1587, Wolfenbüttel), căsătorită la 26 septembrie 1585 cu Ducele Heinrich Julius de Brunswick-Wolfenbüttel.
11. Amalie (n. 28 ianuarie 1565, Dresda – d. 2 iulie 1565, Dresda).
12. Anna (n. 16 noiembrie 1567, Dresda – d. inchisă la Veste Coburg, 27 ianuarie 1613), căsătorită la 16 ianuarie 1586 cu Ducele Johann Casimir, Duce de Saxa-Coburg-Eisenach; au divorțat în 1593.
13. Augustus (n. 23 octombrie 1569, Dresda – d. 12 februarie 1570, Dresda).
14. Adolf (n. 8 august 1571, Stolpen – d. 12 martie 1572, Dresda).
15. Frederick (n. 18 June 1575, Annaberg – d. 24 ianuarie 1577, Annaberg).